# Zhongxin (köpinghuvudort i Kina, Guizhou Sheng, lat 28,93, long 107,71)
Zhongxin (kinesiska: 忠信, 忠信镇) är en köpinghuvudort i Kina. Den ligger i provinsen Guizhou, i den sydvästra delen av landet, omkring 280 kilometer nordost om provinshuvudstaden Guiyang. Antalet invånare är 12 845. Befolkningen består av 6 709 kvinnor och 6 136 män. Barn under 15 år utgör 26,0 %, vuxna 15-64 år 60 %, och äldre över 65 år 12,0 %.